# یونیونتاون (آلاباما)
یونیونتاون (به انگلیسی: Uniontown) شهرکی در شهرستان پری ایالت آلاباما است که مساحت آن ۳٫۴۴ کیلومترمربع است و در سرشماری سال ۲۰۱۰ میلادی، ۱٬۷۷۵ نفر جمعیت داشته و تراکم جمعیتی آن، ۵۱۵٫۹۹ نفر در کیلومترمربع بوده است.